# Barbie (musikgrupp)
Barbie, eller Barbara Hitchcock, var det alias musikern och författaren Alexander Bard använde när han mellan åren 1985 och 1987 uppträdde på klubbar och diskotek som discotransvestitdrottning.

## Karriär
En LP och fem singlar blev det under de tre år som Barbie existerade, mest framgång fick singeln Prostitution Twist. Det var under sin karriär som dragqueen som Alexander Bard kom i kontakt med designern Camilla Thulin, fotomodellen Camilla Henemark och frisören Jean-Pierre Barda, den kvartett som på sommaren 1987 bildade housebandet Army of Lovers. 
Henemark och Barda var kända som Katanga och Farouk under den här tiden. Under en period ingick även Yazmina Chantal i konceptet Barbie.

## Övrigt
Barbie marknadsförde sig bland annat genom en rad PR-jippon och gav ut sin egen tidning kallad Barbieque. 
Barbie-låten Barbie Goes Around the World återinspelades senare av Army of Lovers som My Army of Lovers.

## Diskografi

### Album
- Barbie (1985)

1. Passion to the Groove
2. Bam Bam Boom
3. The Locomotion
4. The Girl from Ipanema
5. Sex is the Dynamite Drug
6. Prostitution Twist
7. Hot Stuff
8. Rock It Up
9. Yes Sir, I Can Boogie
10. Johnny Johnny (duett med Cia Berg)

### Singlar
- Prostitution Twist (1985)
- Johnny Johnny (1985)
- Rock It Up (1986)
- Wham Bam (1986)
- Barbie Goes Around the World (1987)